# Gennadij Mičurin
Gennadij Mičurin (3 settembre 1897 – Leningrado, 12 ottobre 1970) è stato un attore sovietico.

## Filmografia parziale

### Attore
- Zolotoj kljuv (1928)
- Mio figlio
- Flag nacii (1929)
- Goroda i gody (1930)

## Premi
- Artista onorato della RSFSR
- Premio Stalin
- Ordine del distintivo d'onore